# Manduca hannibal
Manduca hannibal là một loài bướm đêm thuộc họ Sphingidae. Nó được tìm thấy ở México, Belize, Nicaragua và Costa Rica to Surinam, Venezuela, Ecuador, Brasil, Bolivia và đông bắc Argentina.
Sải cánh dài 99–114 mm. 
Có nhiều thế hệ một năm ở Costa Rica, với con trưởng thành được ghi nhận quanh năm ngoại trừ tháng 1 và tháng 3h. Tại Bolivia, con trưởng thành đã được ghi nhận vào tháng 2, tháng 4, tháng 8, tháng 10 và tháng 12.
Ấu trùng ăn Aegiphila martinicensis.

## Phụ loài
- Manduca hannibal hannibal (from Mexico, Belize, Nicaragua và Costa Rica to Surinam, Venezuela, Ecuador, Brazil và Bolivia)
- Manduca hannibal hamilcar (Boisduval, 1875) (Brazil và đông bắc Argentina)
- Manduca hannibal mayeri (Mooser, 1940) (Mexico)

## Hình ảnh

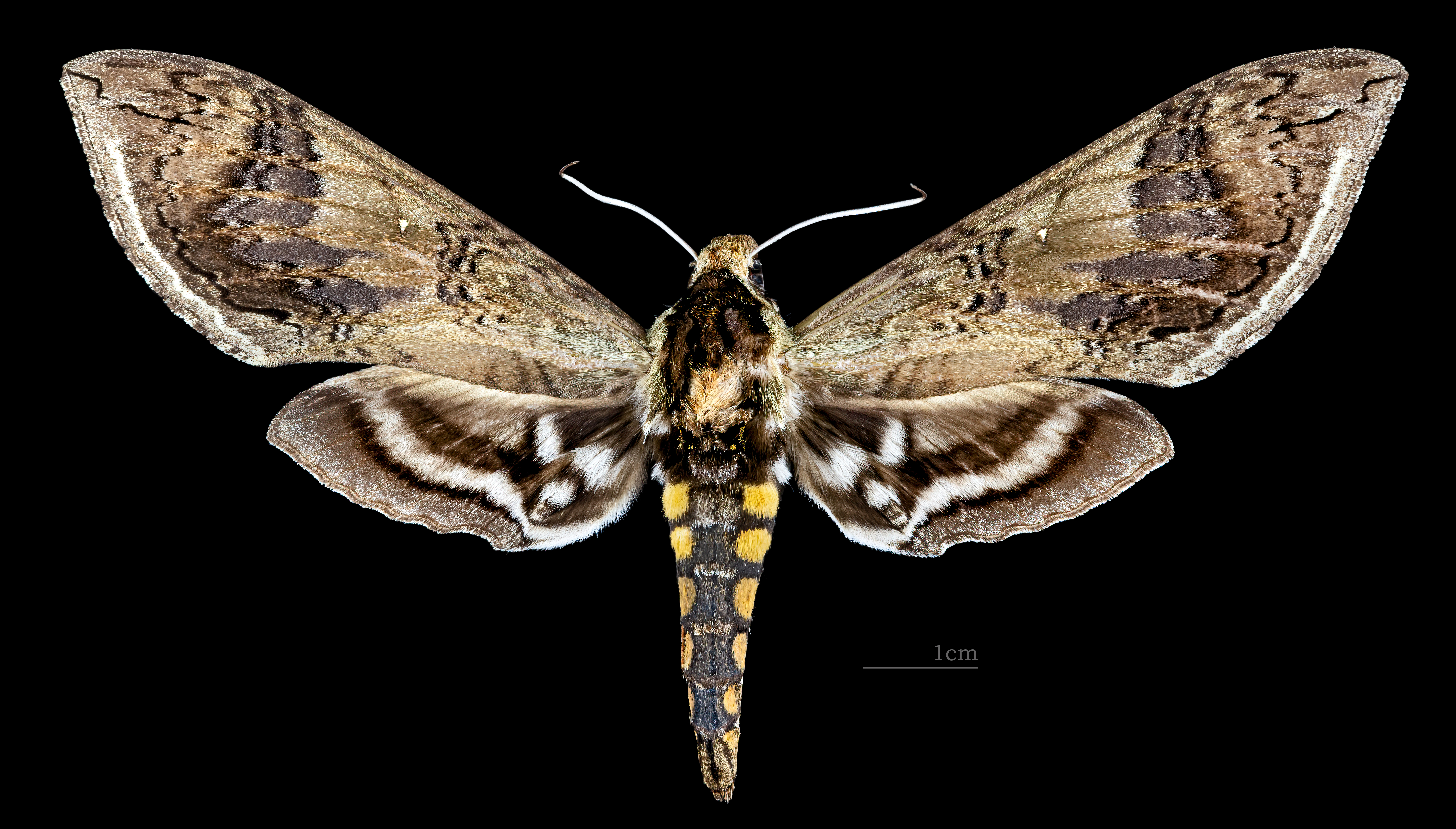
Manduca hannibal ♀
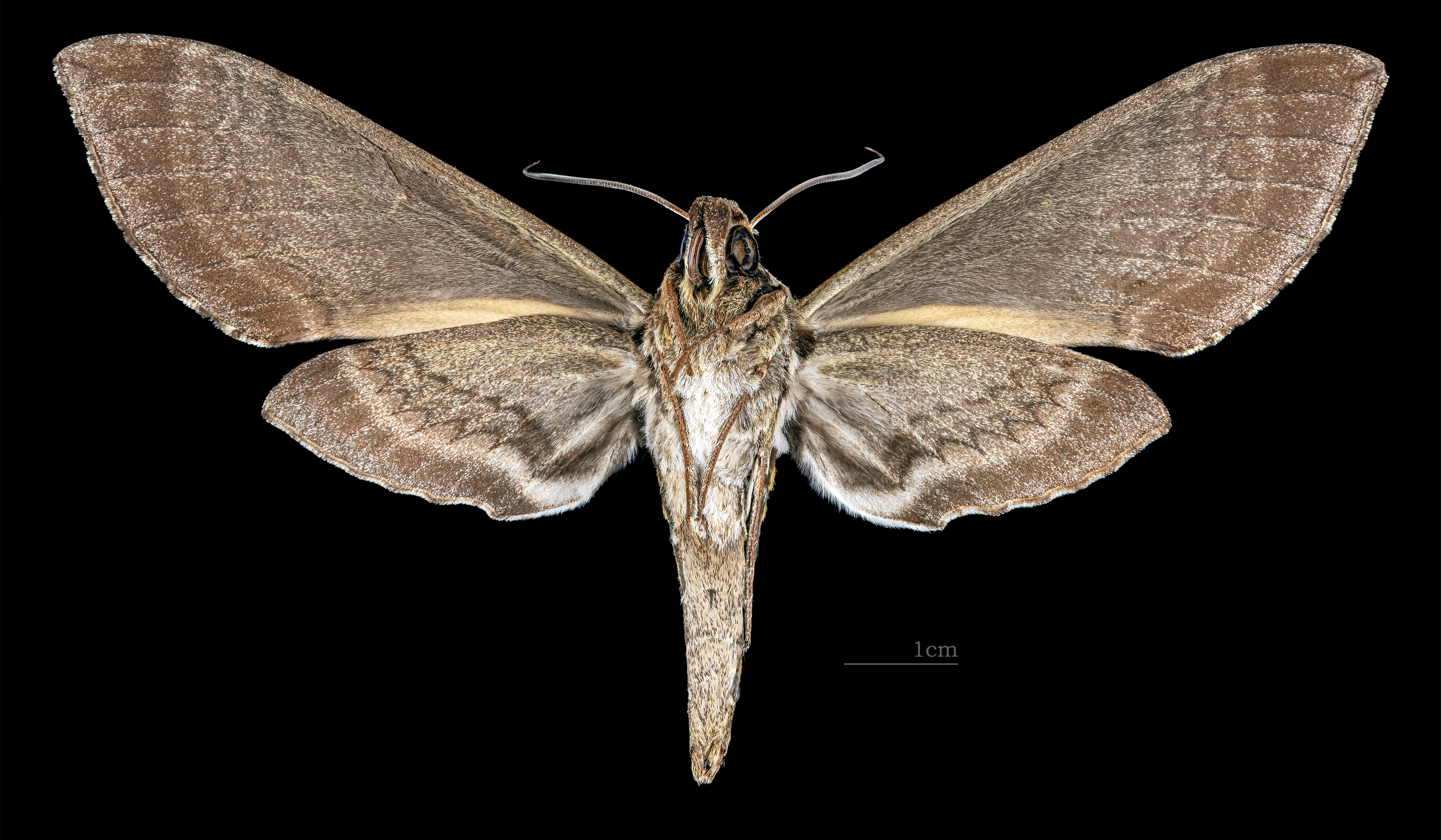
Manduca hannibal  ♀ △